# 623
سنة 623 م كانت سنة بسيطة تبدأ يوم السبت (الرابط يظهر نموذج التقويم الكامل للسنة) من التقويم اليولياني. بدأت تسمية السنة ب623 منذ العصور الوسطى المبكرة، عندما أصبح تقويم أنو دوميني هو الأسلوب السائد في أوروبا لتسمية السنوات.

## مواليد
- مروان بن الحكم
- زياد بن أبيه قائد عسكري في عهد الخلافة الراشدة، وأحد دهاة العرب الأربعة.

## وفيات
- أندرونيقوس الأول (بابا الإسكندرية)
- المطعم بن عدي
- سعيد بن العاص بن أمية